# Reflections of Passion
Reflections of Passion è il sesto album in studio del compositore greco Yanni, pubblicato nel 1990 dall'etichetta Private Music.

## Tracce
1. After The Sunrise – 4:37
2. The Mermaid – 3:48
3. Quiet Man – 4:33
4. Nostalgia – 4:30
5. Almost A Whisper – 3:08
6. The Rain Must Fall – 7:23
7. Acroyali – 5:07
8. Farewell – 2:44
9. Swept Away – 4:43
10. True Nature – 4:29
11. Secret Vows – 3:57
12. Flight Of Fantasy – 5:39
13. A Word In Private – 3:43
14. First Touch – 2:58
15. Reflections Of Passion – 5:00

## Formazione
- Yanni - Compositore
- Peter Baumann - produttore
- Charlie Adams - batteria acustica ed elettronica, percussioni